# Oenothera psammophila
Oenothera psammophila là một loài thực vật có hoa trong họ Anh thảo chiều. Loài này được (A. Nelson & J.F. Macbr.) Wagner et al. mô tả khoa học đầu tiên năm 1985.